# Centre électronique horloger
« CEH » redirige ici. Pour les autres significations, voir Centre électronique horloger.
Le Centre électronique horloger est une organisation privée active de 1962 à 1984, fondée pour développer l'électronique horlogère en Suisse, qui fait aujourd'hui partie du CSEM [ksɛm] de Neuchâtel.

## Histoire

### Naissance du Centre
Limité en ressources naturelles et en surfaces cultivables, la région jurassienne a axé son développement sur le savoir-faire technique et les conditions cadres adaptées. Elle s'est dotée d'instituts performants financés par l'économie ou par la Confédération. Parmi ceux-ci le Laboratoire de recherche horlogère, fondé en 1921, devient le Laboratoire suisse de recherche horlogère en 1939. Comme ce laboratoire rattaché à l'institut de physique de l'Université de Neuchâtel, manque de moyens, la Fondation en faveur d'un laboratoire de recherches horlogères est inscrite au registre du commerce le 1er juin 1939 pour le financer.
Fondé comme Société anonyme le 24 juillet 1962 à Neuchâtel par un groupe d'une vingtaine entreprises horlogères helvétiques, dont le groupe Ébauches SA et la puissante Fédération horlogère (FH), le Centre Électronique Horloger est connu par son acronyme CEH (sic). Cette institution privée est financée par un consortium de 20 manufactures horlogères suisses en vue de développer la technique et la production commerciale de montres électroniques en Suisse. Le CEH, comme instrument de développement et de défense, est soutenu par les fabricants d'ébauches et par certains fabricants de montres, au détriment des fabricants de composants. En effet, les fabricants de ressorts, de balanciers et de systèmes antichoc redoutaient à juste titre que l'électronique investisse le marché horloger.
Durant les années 1960, l'industrie horlogère suisse se trouve en effet à un tournant de son histoire, ; de nouvelles techniques concernant le mode d'affichage, la réserve d'énergie et le balancier entravent les ventes de montres mécaniques traditionnelles. La fondation en 1962 du Centre électronique horloger a permis aux horlogers suisses de suivre l'évolution technique les montres bracelets. En effet, Lip en France, Hamilton et Bulova aux USA, ainsi que Ebauches en Suisse ont annoncé à la fin des années 50 le remplacement des ressorts mécaniques par des micro-piles électriques et les aiguilles par un affichage numérique.
L'oscillateur à diapason a été inventé en 1918 et l'oscillateur à quartz en 1921 déjà, et les premières horloges basées sur cette technique ne sont apparues en 1928 aux USA et en 1948 en Suisse à l'EPFZ. La fondation du CEH est portée dans les années 1960 par Ébauches SA et la puissante Fédération de l'industrie horlogère suisse. Le produit phare du CEH était la famille BETA, ; un mouvement de montres à quartz qui permettrait à l'industrie helvétique de rivaliser avec les montres à quartz japonaises et américaines. L'invention en 1960 de la montre à diapason par l'ingénieur suisse Max Hetzel accélère ce processus, car la firme Bulova déplace la production du mouvement Accutron de Bienne, en Suisse, aux États-Unis. En réponse à ce transfert de technologie, le CEH lance en 1970, le mouvement BETA 2.1 en production, à la suite des prototypes produits à partir de 1967,

### Direction helvético-américaine
Le scientifique américain d'origine suisse Roger Wellinger est le premier directeur du Centre électronique horloger de 1962 à 1984. Ce Schaffhousois, qui travaille aux États-Unis chez General Electric est engagé en 1960 pour constituer, à Neuchâtel, une équipe de chercheurs chargée de réaliser une montre-bracelet à quartz,. Menacé de rachat pour ses brevets par Philips au travers de son consortium helvético-néerlandais Communauté industrielle suisse SA (CISSA), le CEH doit lutter pour produire son mouvement à quartz localement,.

### Le choix du Quartz

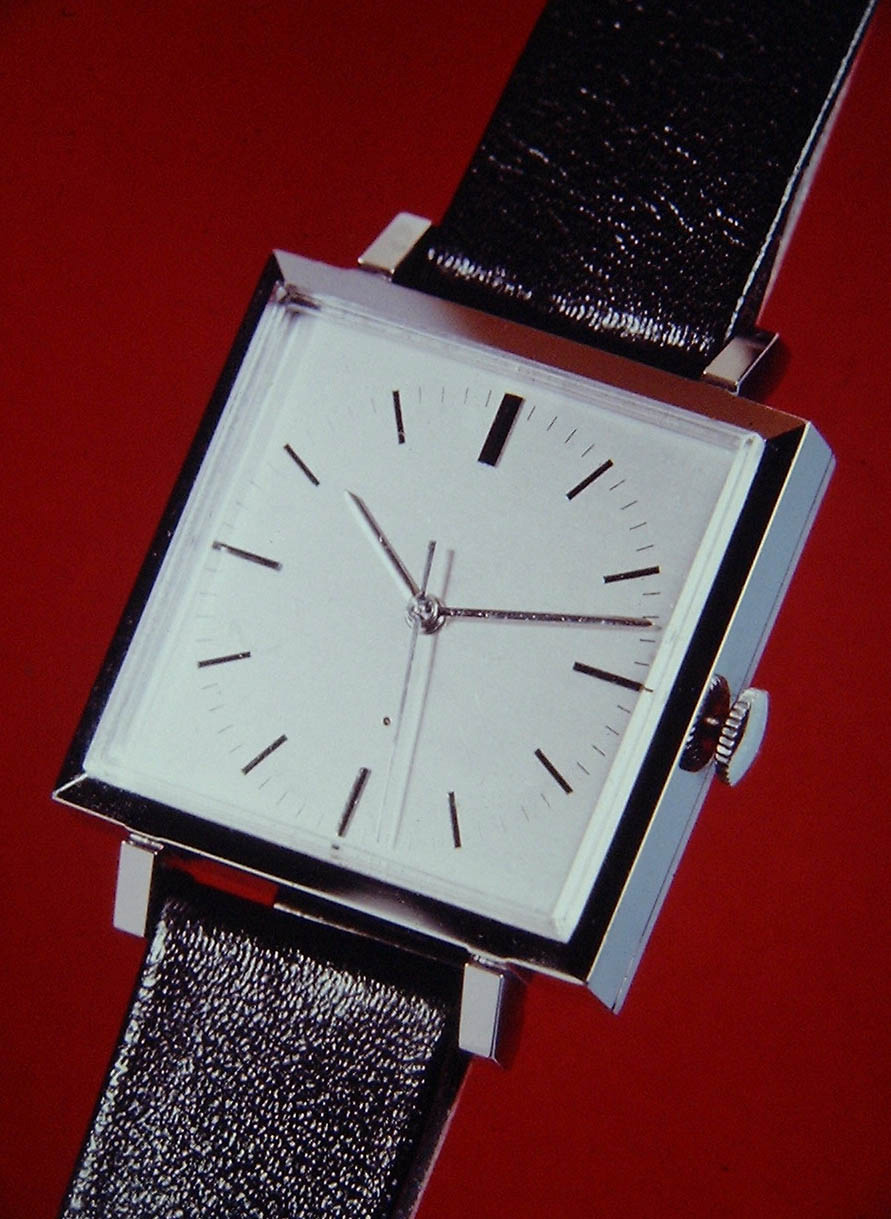
montre à quartz Beta1

Fin 1965, alors que la plupart des entreprises de la région jurassienne tentent toujours d'améliorer la montre mécanique, le CEH mise tout sur la montre électronique. Rivalisant avec les développements américains et japonais, les ingénieurs suisses du CEH ont tout d'abord produit un calibre électronique nommée ALPHA. Puis soutenu par Max Hetzel lui-même entre 1966 et 1969, le CEH développe le projet BETA 1, basé sur un diapason, tout comme l'Accutron de Bulova. Mais pour des problèmes de brevets, le calibre 214 vibrant à 360 Hz utilisait un résonateur en forme de 8. Parallèlement, dès la fin de 1965, le CEH a utilisé le cristal de quartz à 32 kHz pour son calibre BETA 2. Le quartz génère 8000 fois plus d'oscillation que le résonateur métallique d'une montre mécanique et offre plus de précision.
Concluant que le cristal de quartz est la solution idéale pour remplacer le balancier, le plan stratégique du CEH pour l'année 1966 devient la production d'une montre-bracelet cadencée par un oscillateur à quartz, et motorisée par une petite pile électrique pour remplacer le ressort,,,. L'objectif ainsi défini prit aussi le nom BETA, plutôt que GAMMA, bien qu'il n'eût rien a voir avec le projet BETA à diapason. Des dissensions internes entre les membres du Conseil d'administration, le directeur Max Forrer et les bailleurs de fonds empêche l'aboutissement des projets.
Malgré ces aléas, les ingénieurs du CEH réussirent à produire le calibre BETA 1 à quartz utilisable dans une montre-bracelet, opérationnelle en juillet 1967. Testée par l'observatoire chronométrique de Neuchâtel, la montre CEH-1020, résultante de ce projet, se révèle beaucoup plus précise que tous les chronomètres à mouvement mécanique. Malgré la réussite de l'équipe de Roger Wellinger, le directeur du centre quitte le CEH un an plus tard. 
Devant ce constat, l'industrie horlogère helvétique laisse en 1968, le CEH mener la production d'un mouvement à quartz. Le calibre BETA 21, qui en résulte, arrive sur le marché en 1970, peu de temps après la Seiko Astron à quartz de facture japonaise. Cette avancée technologique est un échec sur le plan commercial, il ouvre cependant la voie à l'industrie horlogère helvétique sur le marché du quartz, encourageant d'autres entreprises suisses à développer leurs propres mouvements à quartz,,.

### Disparition du Centre
La collaboration entre les différents membres du CEH n'a pas toujours été paisible : entre les supporters de la solution électronique, comme Roger Wellinger, Armin Frei, Rolf Loschinger, René Lecoultre, et ses détracteurs, comme Max Forrer ou Max Hetzel, la stratégie du centre a été erratique, ce qui a permis aux Japonais d'imposer leur produit,,,,,,. Ayant rempli son office, le CEH fusionne en 1984 avec deux autres instituts horlogers neuchâtelois, la Fondation Suisse pour la Recherche en Microtechnique (FSRM) et le Laboratoire Suisse de Recherches Horlogères (LSRH), pour devenir le Centre Suisse d'Électronique et de Microtechnique SA (CSEM). Fermé depuis 1998, le CEH est radié du Registre du commerce depuis le 8 août 2000 à Neuchâtel.

## repères historiques généraux
- 1880 : découverte des propriétés du quartz
- 1918 :  1er oscillateur à diapason
- 1921 :  1er oscillateur à quartz
- 1926 :  1re montre-bracelet mécanique automatique
- 1928 :  1re horloges à quartz aux USA
- 1929 :  1re montre-bracelet mécanique anti-magnétique
- 1933 :  1er montre-bracelet mécanique antichoc (Incabloc)
- 1947 : invention du transistor par (Bell)
- 1948 :  1re horloge à quartz en Suisse
- 1955 :  1re montre-bracelet à diapason
- 1957 :  1re montre-bracelet électrique (Lip Electronic)
- 1959 : invention du circuit imprimé MOS (Metal Oxide Semiconductor)
- 1960 :  1re montre-bracelet à diapason (Bulova Accutron), développée par Max Hetzel (calibre 614).
- 1967 :  1re montre-bracelet à quartz suisse (CEH-1020 Beta 1 et CEH-1020 Beta 2)
- 1969 :  1re montre bracelet à quartz (Seiko Astron SQ35)
- 1969 :  1re montre bracelet à affichage LED (Hamilton Pulsar)
- 1969 :  1re montre bracelet à affichage LCD
- 1970 :  1er calibre suisse à quartz (CEH-2021 Beta 21)
- 1970 :  1re montre-bracelet mécanique sans aiguille (Zodiac Astrographic)
- 1971 : invention du processeur 4 bit (Intel 4004)
- 1971 :  1re montre-bracelet mécanique en plastique (Tissot Astrolon)
- 1972 :  2e montre-bracelet à quartz suisse (Longines Ultraquartz)
- 1973 :  3e montre-bracelet à quartz suisse (Omega Megaquartz)
- 1974 :  2e montre-bracelet à diapason (Omega Megasonic), développée par Max Hetzel (calibre 9162).
- 1983 :  1re montre bracelet à quartz en plastique (ETA Swatch)

| année | type de montre                          | fréquence de fonctionnement | précision          |
| ----- | --------------------------------------- | --------------------------- | ------------------ |
| XVIe  | montre mécanique à balancier métallique | 1-8 Hz                      | +/- 1 minute/jour  |
| 1960  | montre électronique à diapason          | 360 Hz                      |                    |
| 1967  | montre électronique à quartz            | 32 kHz                      | +/- 1 seconde/jour |

### Fonds d'archives
- Fonds CEH, Centre électronique horloger, Centre privé de recherche et développement. Musée international d'horlogerie (MIH), La Chaux-de-Fonds, (1961 - 2002), Documents scientifiques sur l'électronique dans le domaine de l'horlogerie. Séminaires, conférences, rapports techniques, formations académiques, articles, correspondance, documents administratifs et plus de 2400 diapositives. Documents de l'exposition "Mission impossible" sur l'aventure de la montre à quartz, rapports scientifiques du CSEM. https://www.chaux-de-fonds.ch/musees/mih/, consultables sur place uniquement.